# John Part
John Part (Toronto, 29 juni 1966) is een Canadees voormalig profdarter bijgenaamd Darth Maple.
Part is drievoudig wereldkampioen darts: in 1994 bij de BDO nadat hij de met een gebroken rug spelende Engelsman Bobby George versloeg met 6-0 in sets, in 2003 bij de PDC nadat hij Phil Taylor op het Ladbrokes World Darts Championship in de finale versloeg met 7-6 in sets. Hiermee nam Part sportieve wraak voor de verloren WK-finale van 2001, toen Taylor met 7-0 in sets te sterk was. Ook op het PDC-WK van 2008 was Part de winnaar. Hij versloeg in de finale de Engelse debutant Kirk Shepherd met 7-2 in sets.
In de eerste twee gevallen was hij de eerste niet-Britse winnaar van de wereldkampioenschappen darts. Part was dankzij zijn tweede wereldtitel bij de PDC de eerste na Phil Taylor die dit wereldkampioenschap twee keer won. Hij was tevens de eerste darter die drie officieuze wereldtitels won op drie verschillende locaties (Lakeside Country Club - 1994, Circus Tavern - 2003 en Alexandra Palace - 2008).
Naast het winnen van drie wereldtitels bereikte de Canadees diverse finales van PDC-televisietoernooien: Budweiser UK Open (2004), Las Vegas Desert Classic (2003 en 2006), Stan James World Matchplay (2002 en 2005), en Sky Bet World Grand Prix (2002 en 2003). De Las Vegas Desert Classic van 2006 wist hij op zijn naam te schrijven, na een 6-3-overwinning op Raymond van Barneveld.
In 2005 speelde Part in de Holsten Premier League Darts, een competitie waarin de zeven beste dartspelers van de wereld het tegen elkaar opnamen. Hij werd zesde.
Tussen 2002 en 2006 wierp Darth Maple zich op als grote rivaal van Phil Taylor, getuige zijn regelmatige overwinningen op de levende dartlegende. Gewichtige finales tegen Taylor, onder meer de Sky Bet World Grand Prix van 2002 en 2003, gingen met uitzondering van het Ladbrokes World Darts Championship van 2003 allen verloren.
In 2011 won John Part voor het eerst sinds een aantal jaren weer enkele kleinere toernooien, waardoor hij dat jaar weer op elk groot toernooi van de PDC speelde. Grote resultaten bleven echter veelal uit, al gooide hij wel een 9-darter op de World Matchplay van 2011. Op het WK van 2012 haalde John Part de kwartfinales na overwinningen op John Henderson, Richie Burnett en Kevin Painter. Een beslissende leg in de laatste set kwam eraan te pas voor James Wade om Darth Maple te verslaan in de kwartfinales, waarmee Part zijn beste resultaat sinds jaren behaalde.
2012 was daarentegen veel minder succesvol voor John Part: dat jaar bleven de goede resultaten op de kleinere toernooien uit, waardoor hij zich dan slechts weet te kwalificeren voor de UK Open, Grand Slam of Darts en het Ladbrokes World Darts Championship. Op de UK Open verloor hij in de derde ronde van Peter Wright.
2013 begon een stuk beter voor John Part. Dankzij een overwinning op het eerste Euro Tour Event van dit jaar, de UK Masters, heeft hij genoeg prijzengeld bij elkaar verzameld om op elk groot toernooi van de PDC te mogen spelen.
Na twee mindere jaren slaagde Part er voor het eerst in 22 jaar niet in om zich te plaatsen voor het WK. Hij gaf aan dat hij in 2016 wel nog actief bleef op de PDC Pro Tour, maar dat hij niet meer alle toernooien ging spelen. In het eerste half jaar van 2016 wist Part niet veel overwinningen te behalen op de Pro Tour en zich voor geen enkel Euro Tour-toernooi te plaatsen. Wel nam hij samen met Ken MacNeil, namens Canada, deel aan de World Cup of Darts 2016. In de eerste ronde van dat toernooi won Canada met 5-2 van Griekenland. In de tweede ronde won Part met 4-2 van Mark Webster die samen met Gerwyn Price Wales vertegenwoordigde. Omdat MacNeil van Price verloor, moest er een beslissende koppelwedstrijd gespeeld worden. Canada won deze beslissende partij met 4-2, mede dankzij een 161-finish van Part. In de kwartfinale wachtte Noord-Ierland. Part won zijn partij tegen Brendan Dolan met 4-3, maar dat mocht niet baten. Canada werd in de beslissende koppelpartij met 4-1 verslagen.
Aan het einde van 2016 verloor Part zijn tourcard, waardoor hij in 2017 mee moest doen aan Q-School om zijn tourcard terug te winnen, wat lukte.
Tevens becommentarieert Part regelmatig de toernooien van de PDC voor Sky Sports.
In februari 2018 bereikte Part op de UK Open de kwartfinale. Dit was zijn beste resultaat op een major sinds de Grand Slam of Darts 2012. Hij won achtereenvolgens van Morris, Whitworth, Evans, Meulenkamp en King. In de kwartfinale verloor hij van Robert Owen.
In januari 2022 probeerde Part opnieuw een tourcard te bemachtigen, maar dit mislukte.

## Gespeelde WK-finales
- 1994 John Part - Bobby George 6 - 0 ('best of 11 sets')

Setstanden: 3-2, 3-0, 3-2, 3-1, 3-0, 3-0
- 2001 Phil Taylor (4) - John Part (7) 7 - 0 ('best of 13 sets')
- 2003 John Part (2) - Phil Taylor (1) 7 - 6 ('best of 13 sets')
- 2008 John Part (11) - Kirk Shepherd 7 - 2 ('best of 13 sets')

Setstanden: 3-2, 3-2, 3-0, 3-0, 2-3, 3-2, 2-3, 3-1, 3-2

## Resultaten op wereldkampioenschappen

### BDO
- 1994: Winnaar (gewonnen in de finale van Bobby George met 6-0)
- 1995: Laatste 16 (verloren van  Paul Williams met 2-3)
- 1996: Laatste 16 (verloren van Steve Beaton met 0-3)
- 1997: Laatste 16 (verloren van Roger Carter met 1-3)

### WDF

#### World Cup
- 1993: Laatste 64 (verloren van Alan Brown met 3-4)
- 1995: Laatste 16 (verloren van Graham Hunt met 2-4)
- 1997: Laatste 64 (verloren van Ulf Ceder met 3-4)
- 1999: Laatste 128 (verloren van Lodewijk De Villiers met 1-4)

### PDC
- 1998: Laatste 24 (groepsfase)
- 1999: Laatste 32 (verloren van Alan Warriner met 0-3)
- 2000: Laatste 16 (verloren van Dennis Smith met 0-3)
- 2001: Runner-up (verloren van Phil Taylor met 0-7)
- 2002: Kwartfinale (verloren van Phil Taylor met 0-6)
- 2003: Winnaar (gewonnen in de finale van Phil Taylor met 7-6)
- 2004: Laatste 32 (verloren van Mark Dudbridge met 3-4)
- 2005: Laatste 16 (verloren van Mark Dudbridge met 2-4)
- 2006: Laatste 16 (verloren van Wayne Mardle met 2-4)
- 2007: Laatste 32 (verloren van Chris Mason met 2-4)
- 2008: Winnaar (gewonnen in de finale van Kirk Shepherd met 7-2)
- 2009: Laatste 64 (verloren van Bill Davis met 0-3)
- 2010: Laatste 32 (verloren van Kirk Shepherd met 1-4)
- 2011: Laatste 64 (verloren van Per Laursen met 0-3)
- 2012: Kwartfinale (verloren van James Wade met 4-5)
- 2013: Laatste 32 (verloren van Terry Jenkins met 1-4)
- 2014: Laatste 32 (verloren van Wes Newton met 0-4)
- 2015: Laatste 64 (verloren van Keegan Brown met 2-3)

### WSD (Senioren)
- 2022: Laatste 16 (verloren van John Walton met 1-3)
- 2023: Laatste 16 (verloren van Darryl Fitton met 2-3)
- 2024: Laatste 32 (verloren van Richie Howson met 0-3)
- 2025: Laatste 16 (verloren van Ross Montgomery met 2-3)

## Resultaten op de World Matchplay

### PDC
- 1997: Voorronde (verloren van Drew O'Neill met 4-6)
- 1998: Laatste 32 (verloren van Chris Mason met 5-8)
- 1999: Laatste 32 (verloren van Chris Mason met 3-10)
- 2000: Laatste 32 (verloren van Dennis Smith met 8-10)
- 2001: Kwartfinale (verloren van Phil Taylor met 4-16)
- 2002: Runner-up (verloren van Phil Taylor met 16-18)
- 2003: Laatste 16 (verloren van Wayne Mardle met 14-16)
- 2004: Halve finale (verloren van Phil Taylor met 8-17)
- 2005: Runner-up (verloren van Colin Lloyd met 12-18)
- 2006: Laatste 16 (verloren van Phil Taylor met 2-13)
- 2007: Laatste 16 (verloren van Terry Jenkins met 8-13)
- 2008: Laatste 16 (verloren van Alan Tabern met 7-13)
- 2009: Laatste 32 (verloren van Vincent van der Voort met 6-10)
- 2011: Laatste 32 (verloren van Mark Webster met 8-10)
- 2013: Laatste 32 (verloren van James Wade met 8-10)

### WSDT (Senioren)
- 2022: Laatste 16 (verloren van Peter Manley met 10-11)
- 2023: Laatste 16 (verloren van Phil Taylor met 7-9)
- 2024: Laatste 16 (verloren van Robert Thornton met 8-10)